# 日本経済社
株式会社日本経済社（にほんけいざいしゃ）は、日本経済新聞社グループの広告会社。

## 概要
- 1942年に太平洋戦争の影響で新聞の統合令が敷かれ、中外商業新報を存続会社として経済関連の新聞社が経営を統合し、日本経済新聞が創刊。その専属広告代理店として「工業社」として設立されたのが始まりとされている。
- 1948年9月、工業社は株式会社日本経済社と改称。
- 1955年9月、日本経済新聞の案内広告欄新設に際して、同欄の広告一手取扱いを委託され、日経案内広告の基礎を築く。
- 1961年9月、日経最初の注目率調査として各方面で注目された日本経済新聞のリーダーシップ・サーベイを実施・発表。
- 2014年1月、（株）日経広告、（株）東日本日経社と経営統合。[1]
- 2017年11月、創業75周年を迎える。
- 2022年4月、初のメディア事業となる注文住宅情報サイト運営開始。
- 2022年8月、本社を赤坂に移転。　11月、創業80周年を迎える。

現在、企業のIR（株主などに対するマーケティング広報活動）、インターネットによる経済情報の有料配信業「日経テレコン21」、住宅展示場、通信販売業務を行っている。
なお、日本経済社の他にも、日本経済新聞社系列の広告代理店として日本経済広告社も存在しているが、日本経済社は日経グループの中核総合広告会社を標榜しており資本関係面では日本経済社が強固である。お互い社名が似通っていることもあり、日本経済社としては「日経社」を、一方で日本経済広告社としては「ADEX」（アデックス）を、それぞれ略称として使用し区別している。